# Clarence River (Tasmansee)
Der Clarence River ist ein Fluss im Nordosten des australischen Bundesstaates New South Wales.
Die Aborigines am Unterlauf des Flusses nennen diesen Breimba oder Berrinbah.  Der Fluss wurde nach Prinz William, 1. Duke of Clarence and St. Andrews, dem späteren britischen König Wilhelm IV. benannt.

## Geografie
Der Clarence River geht in der McPherson Range an der Grenze zwischen New South Wales und Queensland aus dem Zusammenfluss von Boonoo Boonoo River und Maryland River hervor und fließt in südöstlicher Richtung nach Grafton. Dort biegt er nach Nordosten ab und mündet bei Yamba zwischen Bundjalung-Nationalpark und Yuraygir-Nationalpark in die Tasmansee, ein Randmeer des Pazifik.
Im Unterlauf gibt es viele Inseln, so zum Beispiel Woodford Island, Chatsworth Island und Harwood Island.
Der untere Teil des Flusstales gehört zur Local Government Area Clarence Valley.

### Nebenflüsse mit Mündungshöhen
- Boonoo Boonoo River – 248 m
- Maryland River – 248 m
- Koreelah Creek – 239 m
- Cullens Creek – 235 m
- Bangalo Creek – 199 m
- Tooloom Creek – 197 m
- Cataract River – 176 m
- Pretty Gully – 147 m
- Duck Creek – 137 m
- Peacock Creek – 125 m
- Bottle Creek – 122 m
- Emu Creek – 119 m
- Timbarra River – 117 m
- Tabulam Rivulet – 116 m
- Dulgigin Creek – 104 m
- Washpool Creek – 92 m
- Mann River – 44 m
- Main Creek – 10 m
- Orara River – 8 m
- Whiteman Creek – 5 m
- Sportsmans Creek – 3 m
- Clarence River North Arm – 0 m
- Clarence River South Arm – 0 m
- Palmers Channel – 0 m[1]

## Wasserführung
Das Flusssystem des Clarence River ist eines der wichtigsten Entwässerungssysteme an der Ostküste Australiens. Nach dem Flusssystem des Murray- und Darling River ist es das größte Flusssystem in Australien südlich des Südlichen Wendekreises, obwohl seine Wasserführung nur bei etwa 50 % der des Potomac River liegt. Sein Einzugsgebiet ist neben dem ähnlich aufgebauten des Hawkesbury River Australiens größtes südlich von Bundaberg. Die für den Nordteil der Küste von New South Wales typischen, sehr intensiven Regenfälle können allerdings dafür sorgen, dass der Wasserstand im Fluss bei Hochwasser dem einiger der größten Flüsse der Welt vergleichbar wird.

## Klima
Das Klima im größten Teil des Einzugsbereiches des Clarence River ist subtropisch (Cfa nach effektiver Klimaklassifikation), wenn auch die höher gelegenen Gebiete als Cfb klassifiziert werden.

### Regenfälle
Die jährlichen Regenmengen variieren zwischen 1600 mm an der Küste bei Yamba und 960 mm im geschützten Flusstal bei Grafton. In größeren Höhen können die jährlichen Regenfälle auch 2000 mm an ausgesetzten Hängen erreichen, aber die Datenlage dazu ist sehr spärlich. Die meisten hoch gelegenen Gebiete allerdings erhalten nicht mehr Regen als Grafton, aber die Unterschiede von Jahr zu Jahr sind geringer.
Die monatlichen Regenmengen an der Küste bewegen sich zwischen 220 mm im Februar oder März und um 70 mm im September. Im Landesinneren, wo häufig Waldbrände nach extremer Trockenheit – wie 1915 und 2000 – vorkommen, können auch Werte von nur noch 40 mm erreicht werden.

### Temperaturen
Das gesamte Einzugsgebiet ist recht warm. Die Maxima in den niedrigeren Bereichen variieren von 27 °C im Januar bis 19 °C im Juli. Die höher gelegenen Bereiche sind deutlich kühler. Die Julitemperaturen bewegen sich dort zwischen 2 °C und 13 °C, aber im Januar werden auch 25 °C erreicht.

## Vegetation und Landwirtschaft
Der größte Teil des Einzugsbereiches des Clarence River ist stark bewaldet. Es gibt auch noch Reste subtropischen und warm-gemäßigten Regenwaldes am gesamten Flusslauf entlang. Nur in den alluvialen Gebieten, wo der Boden weniger ausgelaugt ist, gibt es Landwirtschaft in größerem Umfang. Neben der Rinderzucht in den höher gelegenen Gebieten wird vor allen Dingen in den tieferen Regionen Zuckerrohr angebaut.
Von besonderem Interesse ist die kleine Stadt Harwood auf der gleichnamigen Insel, wo die Sperry-New-Holland-Fabrik und ein seltsames Bush Pub über dem Delta des Clarence River liegen. Die Stadt liegt am Pacific Highway, der Hauptverbindung von Sydney nach Brisbane. Dort liegt auch die 1873 gegründete, örtliche Zuckerfabrik, die älteste heute noch betriebene in Australien. Die Zuckerfabrik liegt direkt am Fluss, weil früher das Zuckerrohr aus den umliegenden Farmen auf dem Fluss transportiert wurde.

## Fischerei
Am Clarence River gibt es eine große Garnelen- und Fischereiindustrie. Besonders der Östliche Süßwasserkabeljau (Macculochella ikei), eine bedrohte Fischart, die nur im Flusssystem des Clarence River vorkommt, und der Australische Barsch (Macquaria novemaculeata) finden sich im Fluss.